# Zgard
Zgard — студійний сольний проєкт лідера гурту Говерла Яромисла.

## Історія
Восени 2010 року під час запису другого повноформатного альбому для Goverla, Яромисл з ряду причин вирішив видати його під новим прапором Zgard. Назву довго шукати не довелося, і був іменований на честь якого носило на шиї гуцульського оберега, який двома місяцями раніше, був придбаний високо в Карпатах. Його зображення присутнє в логотипі проекту.
У тому ж році Zgard-вступає до лав німецького лейблу "Darker than black records" з очікуванням виходу дебютного релізу "Дух карпатських сутнків" (Spirit of Carpathian sunset) який повинен був відбутися навесні 2011 року, але за збігом обставин, точна його дата стала поступово переноситься на кінець року. У створенні альбому брав участь сопілкар Goverla Гуцул, який і прописав партії духових інструментов. В даний альбом увійшли нові версії не записаних раніше композицій з репертуару Goverla, а також нова пісня яка дала назву цьому альбому і поштовх до подальшого розвитку концепції та стилю Zgard. Зима-літо 2011 проходить запис нових композицій частина з яких увійшла до другого альбому.
Восени 2011 року Zgard підписує договір на видання наступного лонгплея "Відлюдництво" (Reclusion) з російським лейблом BadMoodMan Music (підрозділ Solitude Productions), реліз якого відбувся у  січні 2012 року. На даний момент триває запис нового матеріалу і набирається склад для концертної діяльності.
В лютому 2013 світ побачив третій повноформатний альбом "Astral glow",який також виходить на BadMoodMan Music, та отримав чимало схвальних відгуків.
Не зупиняючись Яромисл продовжує реалізовувати свої творчі амбіції,та закінчує роботу над новим LP альбомом "Contemplation" (Созерцание) та бере участь у спліт альбомі "Ascencion Paramatman" разом з румунським Prohod.Спліт вийшов у лютому на німецькому лейблі "Purity Through Fire".
В Созерцание (Contemplation) залучені два сесійні музиканти Jotunhammer та Dusk, які беруть участь в записі барабанних партій та вокалу. Реліз буде випущений на початку 2014 року на Svarga music.
Надалі на  "Svarga music", виходять ще два альбоми "Тотем"(2015) де до запису запрошені Dusk і Severoth,  та "У Вирі Чорної Снаги"(2017) запрошені Dusk та Lycan, після чого співпраця з лейблом була  завершена.
Осінню 2018 року ,розпочалась робота над новим матеріалом, який  планувався побачити світ весною 2019, але від накопичення багато матеріалу, було прийняте рішення розділити на два різні релізи.
Весною 2019 був змінений логотип
10 серпня 2019 в мережі появився новий сингл "Верховина чекає", в я кому знову взяли участь Dusk(Endless Batlle) та Lycane(Paganland)
На цю мить альбом завершується робота над новим альбомом, який заплановано на зиму 2019-2020 року.

## Учасники гурту
Поточний склад
- Яромисл - автор музики та текстів, вокал, гітари, сопілка, клавішні, аранжування, програмування, звукозапис.
- Dusk(Вокал)
- Lycane(Барабани)

## Дискографія

### Альбоми
- 2012- "Дух Карпатських Сутінків"(LP)
- 2012- "Reclusion"(LP)
- 2013- "Astral Glow"(LP)
- 2014- "Ascencion Paramatman" (Split)
- 2014- "Contemplation" (Созерцание)
- 2015- "Тотем"(LP)
- 2017- "У вирі чорної снаги"(LP)
- 2019- "Верховина чекає"(Singl)
- 2021- "Місце сили"(Place of power)(LP)